# Turpuk Malau
Turpuk Malau is een bestuurslaag in het regentschap Samosir van de provincie Noord-Sumatra, Indonesië. Turpuk Malau telt 190 inwoners (volkstelling 2010).